# Hammermølle Skov
Hammermølle Skov er et skovområde i Nordøstsjælland beliggende mellem Hellebæk (Hellebæk-Ålsgårde) og Hellebæk Avlsgård og i tilknytning til Teglstrup Hegn.
Skoven består af i alt 175,3 ha træbevokset areal og 130,2 ha åbne arealer, hvoraf 51,9 ha er søer og 64,5 ha sletter og moser. Større søer i Hellebæk Skov er Kobberdam, Bondedam, Skåningedam og Bøgeholm Sø. Et tidligere moseområde er Fandens Mose.

## Landskabet
Terrænet er stærkt kuperet, hvilket har skabt gode muligheder for dannelsen af naturlige søer. Bondedammen er i modsætning til de naturlige søer skabt ved kunstig opstemning i forbindelse med tidligere tiders udnyttelse af vandkraften.

## Historie
Den ældste fabriksdrift var vandmøller anlagte i forbindelse med Frederik IIs opførelse af Kronborg Slot i 1574. I tilknytning til slottet anlagdes kobber-, støbe-, valsemøller samt en hammermølle. I tilknytning til denne virksomhed opstod en mindre fabriksby. I 1743 blev fabrikken overdraget til renteregimentsskriver Stephan Hansen, som forøgede den våbenfremstilling, som tidligere var sat i gang. I 1768 blev H.C. Schimmelmann ejer og udviklede Kronborg Geværfabrik, som fortsatte op til 1870, hvor virksomheden omlagdes til Hellebæk Klædefabrik. Hellebækgård og dennes jorder forblev i slægten Schimmelmanns ejendom til 1949, da ejendommen blev overtaget af staten og i 1952 blev ejendommen fredet.
Arealerne nærmest Hellebæk avsgård var længe forpagtet ud til Forsvaret som et militært øvelsesområde.

## Naturbeskyttelse
Hele Hellebæk Skov er omfattet af en naturfredning. Fredningen indeholder bestemmelser om bevaring af dels skovplantningerne og skovbræmmerne omkring søer og damme i området dels af gamle egetræer, om opretholdelse af vådområder og af øerne i Bondedammen og Bøgeholm sø med de derpå værende skovbeplantninger, om opretholdelse af en nærmere angivet fri udsigt over Bondedammen og om opretholdelse af nærmere angivne områder til græsning. Minderne om den tidligere fabriksvirksomhed er ligeledes beskyttet, og der er oprettet et museum om fabriksvirksomheden.
Naturpakken 2016 medførte i 2018 at der blev udpeget 316 hektar urørt løvskov og 160 ha anden biodiversitetsskov i Hammermølle Skov og Teglstrup Hegn.
Hammermølle Skov blev i 2022 udpeget til en del af den 631 hektar store naturnationalpark Hellebæk Skov og Teglstrup Hegn